# Révoltes albanaises 1910-1912
Les révoltes albanaises sont une série de soulèvements d'ampleurs variables, mais toujours sur des bases anti-ottomanes. Ce sont les premiers pas de la nation et de l'identité albanaise. Les tensions mènent alors à trois révoltes majeures successives : Les révoltes de 1910, 1911 et 1912 qui sont à l'origine de l'indépendance de l'Albanie.

## Contexte
A la veille de la Première Guerre mondiale, l'Empire ottoman est déjà en déclin. Dans un premier temps, les revendications se concentrent surtout sur une autonomie albanaise, plus qu'une indépendance. Les ottomans font face aux nationalismes montants dans les balkans contre son autorité, fragilisant encore un peu plus, la position de la Sublime Porte.

## La révolte de 1910
La révolte albanaise de 1910 est une réaction aux mesures prises par le parti des Jeunes-Turcs alors au pouvoir. La levée de nouveaux impôts début 1910 et la conscription des jeunes albanais dans l'armée ottomane. Cette révolte est conduit par Isa Boletini.
Le conflit durera de mai au 24 juillet 1910. La répression ottomane est féroce : exécutions sommaires et une interdiction de l'usage de l'alphabet albanais.

## La révolte de 1911
La révolte de 1911, ou révolte de Malësi, nom d'une région du nord de l'Albanie, résulte de l'échec de la révolte de 1910. Beaucoup d'albanais fuient vers le Monténégro. Podgorica est alors la base arrière pour les rebelles albanais en fuite avec l'appui de Nicolas Ier de Monténégro. Avec le soutien des troupes monténégrines, les rebelles albanais remportent la bataille de Dušići (ou bataille de Deçiq). Terenzio Tocci proclame l’indépendance avec des chefs de clans locaux. Cependant aucune unité n'existe entre les albanais, les ottomans en profitent pour combattre la révolte de manière moins brutale. Après quelques combats, la révolte est étouffée. Si la révolte n'aboutit pas, elle reste un tournant. En effet, le 23 juin 1911 a l'initiative de Ismail Qemali et d'une vingtaine de chefs de clan le « Gerče Memorandum » est rédigé : réclamant quelques grands principes sur l’autonomie de l'Albanie. Il est à l'attention de l'Empire mais aussi du reste de l'Europe.
Les ottomans ne souhaitent pas attirer l'attention des occidentaux sur le problème albanais. En juin 1911, le sultan Mehmed V lors d'une visite de Pristina rencontre des chefs de clans pour calmer la situation, il déclare une amnistie pour les rebelles. Les ottomans promettent notamment l'ouverture d'écoles en langue albanaise entre autres mesures en vers les populations albanaises.

## La révolte de 1912
La révolte éclate dans l'ouest du Kosovo, mené entre autres par Hasan Pristina. Ismail Qemali est en Europe et tente de trouver des appuis financiers et matériels. Il faut aussi attirer l'attention de l’opinion publique européenne sur la question des albanais.
Plusieurs facteurs font favoriser la réussite de la révolte. Les soldats albanais désertent les rangs de l'armée ottomane pour rejoindre la rébellion. Les officiers ottomans se montrent réticents à se battre contre des rebelles principalement des albanais musulmans. Et enfin, le soulèvement coïncide avec la guerre italo-turque en Libye.
Le 18 août 1912, les autorités ottomanes acceptent la quasi-totalité des demandes albanaises.

## Voir également
- Gouvernement provisoire d'Albanie
- Guerres balkaniques
- Histoire de l'Albanie
- Ligue de Prizren